# Kondensstreifen

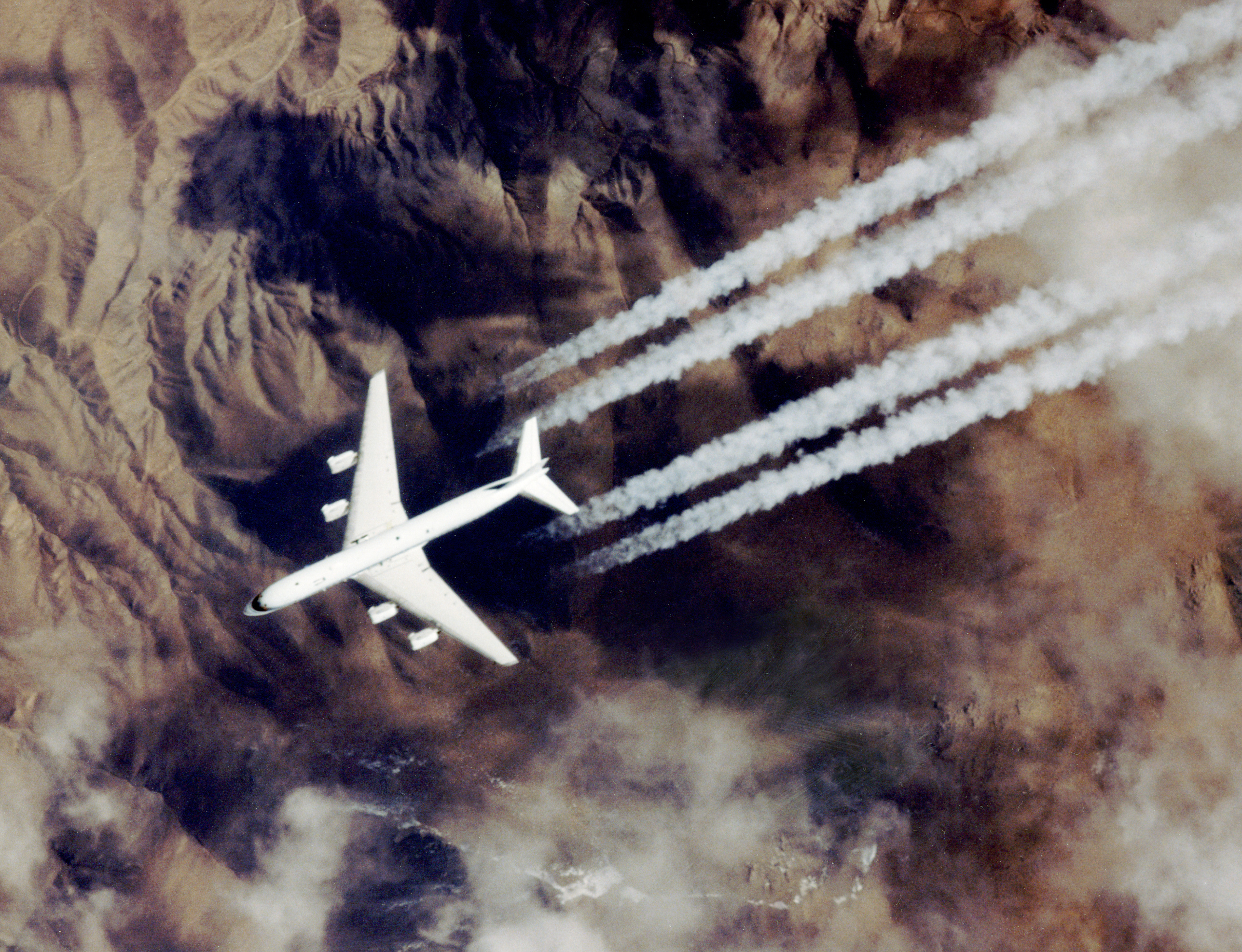
Kondensstreifen entstehen wie bei dieser DC-8-72 erst ein Stück hinter den Triebwerken, nach Mischung mit kühler Luft und Kristallwachstum.
Die Lichtstreuung setzt im kurzwelligen, blauen Bereich ein.

Kondensstreifen oder Homomutatus sind lange und dünne künstliche Wolken, die insbesondere im Gefolge von Luftfahrzeugen aus von den Antrieben ausgestoßenem Wasserdampf (siehe Oxidationswasser) und sonstigen kondensierbaren Abgasbestandteilen durch Kondensation, Resublimation infolge Abkühlung oder Unterdruck entstehen können. Diese Eiswolken sind insbesondere typisch und dauerhaft für Flughöhen oberhalb von etwa acht Kilometern, wenn dampf- und rußhaltige Flugzeug-Triebwerksabgase auf relativ kalte Luft treffen.
Kondensstreifen können in ansonsten wolkenfreien Gebieten entstehen und auch länger fortbestehen, wenn für eine natürliche Wolkenbildung Kondensationskeime fehlen. Sie zählen zur Gruppe der Cirren und stellen auch eine wichtige Klasse anthropogener Wolken dar. In feuchter Luft können sie auch in niedrigeren Höhen auftreten. Dort können sie statt aus Eiskristallen auch aus Tröpfchen der Kondensate bestehen.

## Entstehung und Zusammensetzung

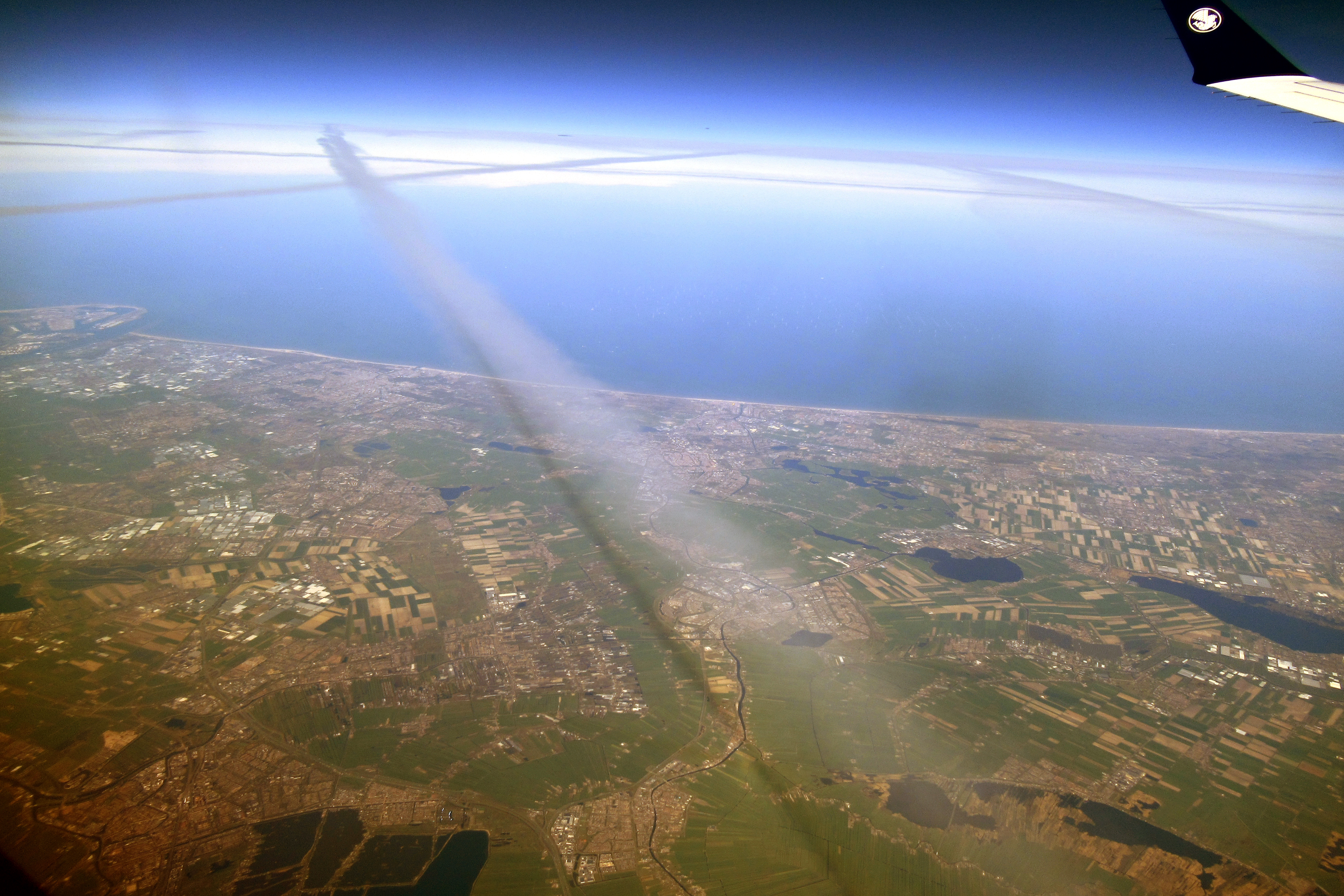
Beim Flug über einen Kondensstreifen zeigt sich die Schattenbildung am Boden. (10:32 Uhr, April 2023, über den Niederlanden nordöstlich von Rotterdam)

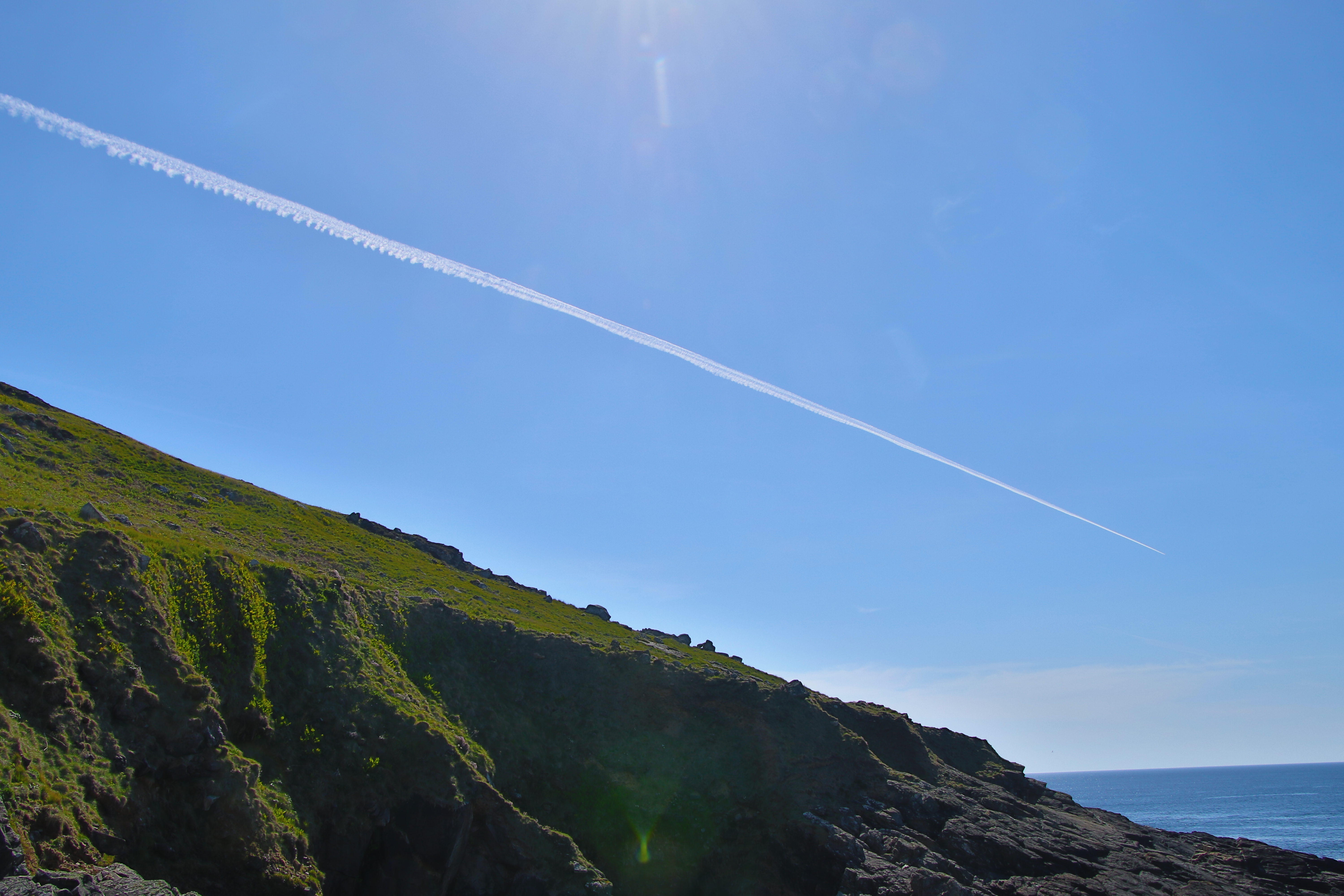
Ein Flugzeugkondensstreifen über der Küste von West-Cornwall, Großbritannien (Mai 2020)

In der Reiseflughöhe von Langstreckenjets ist es unter −40 °C kalt, sodass auch in relativ trockener Luft Kondensstreifen entstehen. Im Prinzip kondensieren oder resublimieren (ausführlicher erklärt bei Sublimation) gasförmige oder gefrieren flüssige Bestandteile der Luft und der Abgase, gefördert durch gleichzeitiges Auftreten von Rußteilchen aus dem Abgas, die dabei als Kondensationskeim oder Kristallisationskeime dienen.
Eine Keimbildung und somit Kondensation/Frieren kann bei diesen Umgebungsbedingungen aber auch spontan aus lokalen Dichtefluktuationen, d. h. ohne Kern oder Keim entstehen. Bei der Verwirbelung mit kalter Umgebungsluft nimmt der Sättigungsdampfdruck viel stärker ab als der Partialdruck des Wassers, mit der Folge einer Übersättigung. Die Rußteilchen im Abgas erlauben die rasche Keimbildung, indem sich Wassermoleküle daran anlagern. Bei tiefen Temperaturen entstehen direkt Eiskristalle.
Die hauptsächlichen Verbrennungsprodukte von Kerosin  sind Kohlendioxid und Wasserdampf, sowie in geringeren Anteilen Rußpartikel, Schwefelsäure, Salpetersäure und die Verbrennungs- und Rekombinationsprodukte der Treibstoffadditive. Kerosin ist kein Reinstoff mit einheitlicher Zusammensetzung, sondern ein Gemisch diverser Stoffe, die im Zusammenspiel erst die Verwendung als Brennstoff bei diesen extremen Anforderungen ermöglichen (siehe dazu auch beispielsweise JP-8 oder die zahlreichen Treibstoffspezifikationen für die Militärluftfahrt).
Auch bereits in der Luft flüssig oder gasförmig vorhandene Luftverschmutzungen, wie beispielsweise Freone oder sonstige Lösungsmittel oder natürliche Terpene können unter diesen Bedingungen zur Verbrennung angesaugt werden oder im Abgasstrom aus der Umgebungsluft kondensieren oder resublimieren.

## Form
Bis zu einer Größe von etwa 100 Nanometern streuen die Kristalle kaum Licht, dann zunächst vorwiegend blaues Licht. Erst durch Anlagerung weiterer Wasserteilchen erreichen sie eine Größe, in der sie Licht unabhängig von dessen Wellenlänge streuen und hell weiß werden. Das und die restliche Abhitze erklären die charakteristische Lücke zwischen Triebwerken und Kondensstreifen. Die Streifen nehmen an Breite zu und berühren sich bei vierstrahligen Jets zunächst paarweise.
Durch das Auseinanderweichen der Luft im unteren Teil der Wirbelschleppe wird aber die Lücke in der Mitte zunächst breiter und die Streifen von den innen liegenden Triebwerken tauchen unter den äußeren Strahlen weg. Weitere Turbulenz erzeugt einen einzigen breiten Streifen, der insgesamt absinkt.
Die NASA erforschte die Kondensstreifen ab Ende 2024 mit einem neuen Programm.

## Persistenz und Wandel

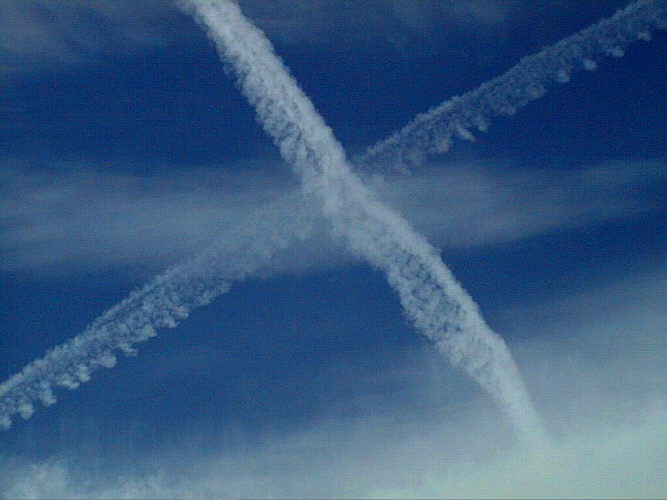
„Straßenkreuzung am Himmel“ mit mammatusähnlichen Ausstülpungen

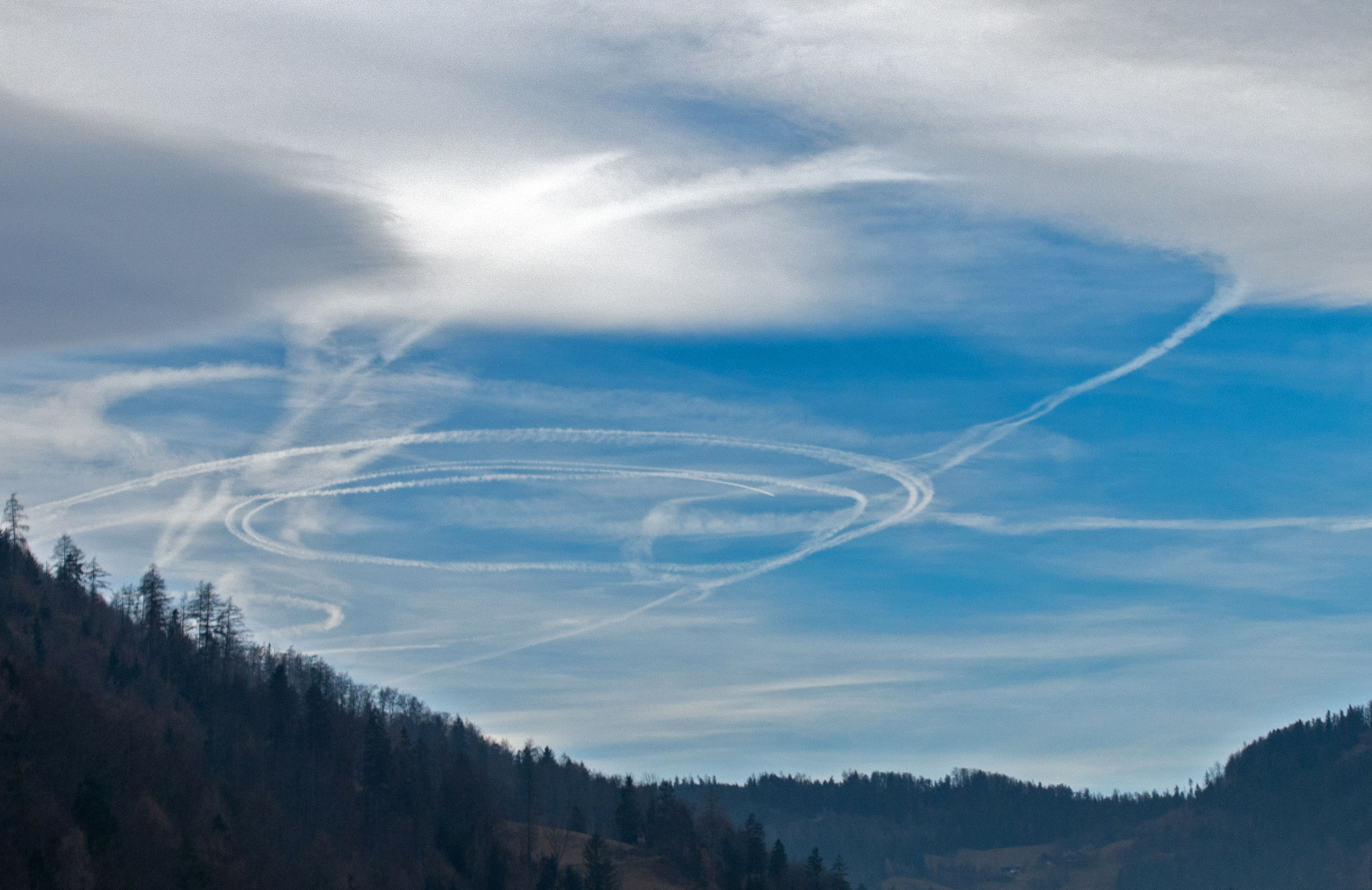
Kreis- und Spiralformen nach einer Abfangjäger-Übung (Januar 2022)

Der weitere Verlauf hängt stark von der Situation ab, insbesondere der relativen Feuchte. In zirka 70 Prozent der Fälle ist die Luft untersättigt, die relative Feuchte liegt also unter 100 Prozent, und die Kondensstreifen lösen sich innerhalb weniger Minuten auf. Die vertikale Erstreckung beträgt dann je nach Flugzeugtyp 300 bis 500 Meter.
Bei einer Feuchte um 100 Prozent löst sich der Kondensstreifen dadurch auf, dass die relative Feuchte durch sein Absinken abnimmt. Wie schnell einzelne Volumenelemente unsichtbar werden, hängt über die Partikelgröße von der ursprünglichen Lage im Strahl ab. Es können sich mammatusähnliche Ausstülpungen bilden.
Bei größerer Übersättigung der Umgebungsluft bleiben die Kondensstreifen längere Zeit bestehen. In großer Höhe sind Feuchten bis über 200 % möglich. Die Menge des aus der Atmosphäre aufgenommenen Wasserdampfs kann dann den Triebwerksausstoß um einige Größenordnungen übersteigen. Die Lebensdauer kann mehrere Stunden betragen, in einem Fall war ein einzelner Kondensstreifen über 17 Stunden auf einem Satellitenbild zu erkennen.
Je nach anliegender Windscherung kann die Breite der Kondensstreifen auf über 20 km anwachsen; sie sind dann nur noch schwer von natürlich gebildeten Cirren zu unterscheiden. In der Fachwelt wird dann von Kondensstreifen-Cirren gesprochen. Diese können über mehrere Tage am Himmel verbleiben. Meist jedoch lösen sie sich durch großräumiges Absinken der Luft bald auf oder gehen durch großräumige Hebung in eine geschlossene Wolkendecke über.

## Negative Streifen

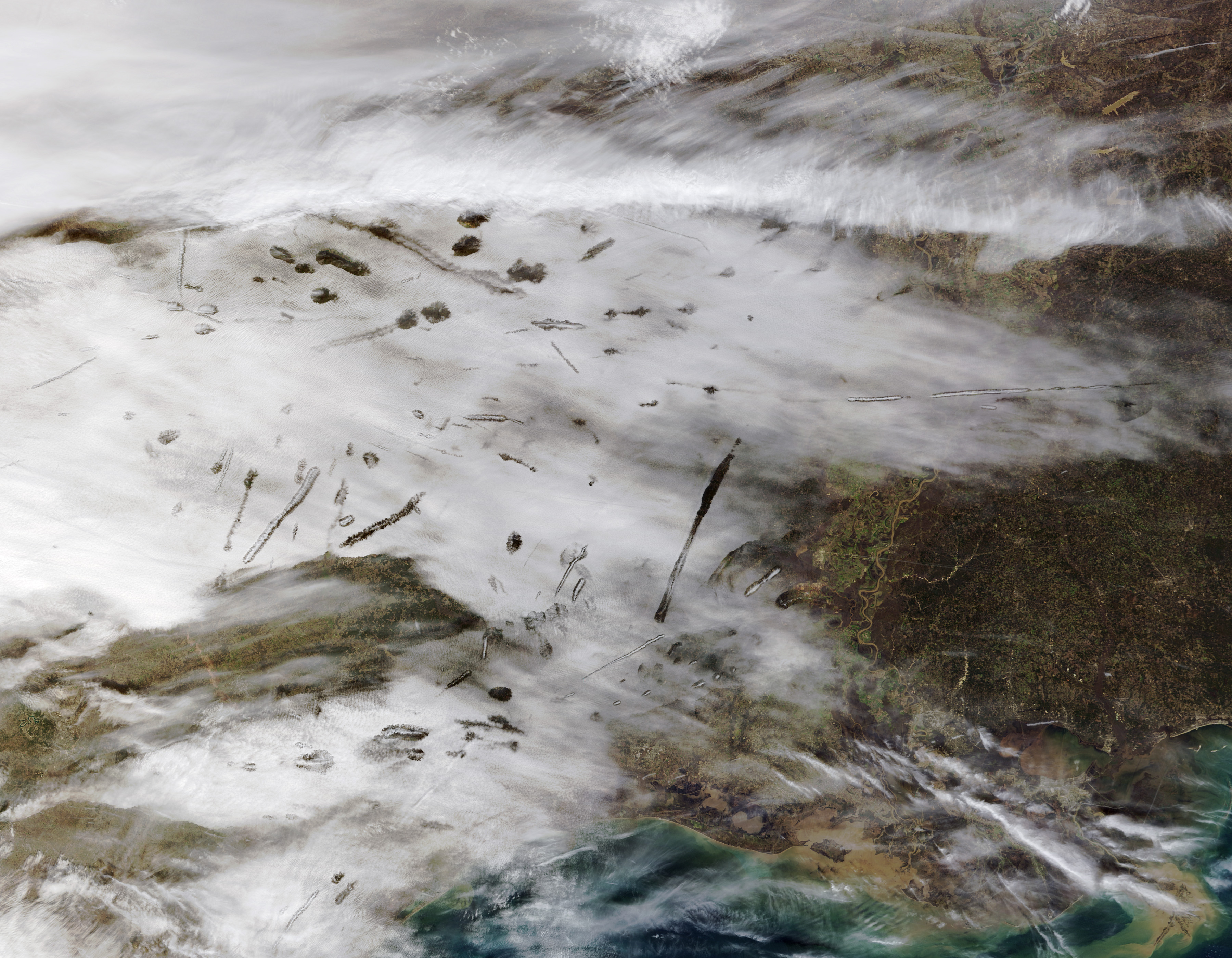
Satellitenaufnahme einer dünnen Wolkendecke mit zahlreichen negativen Streifen und Hole-Punch Clouds

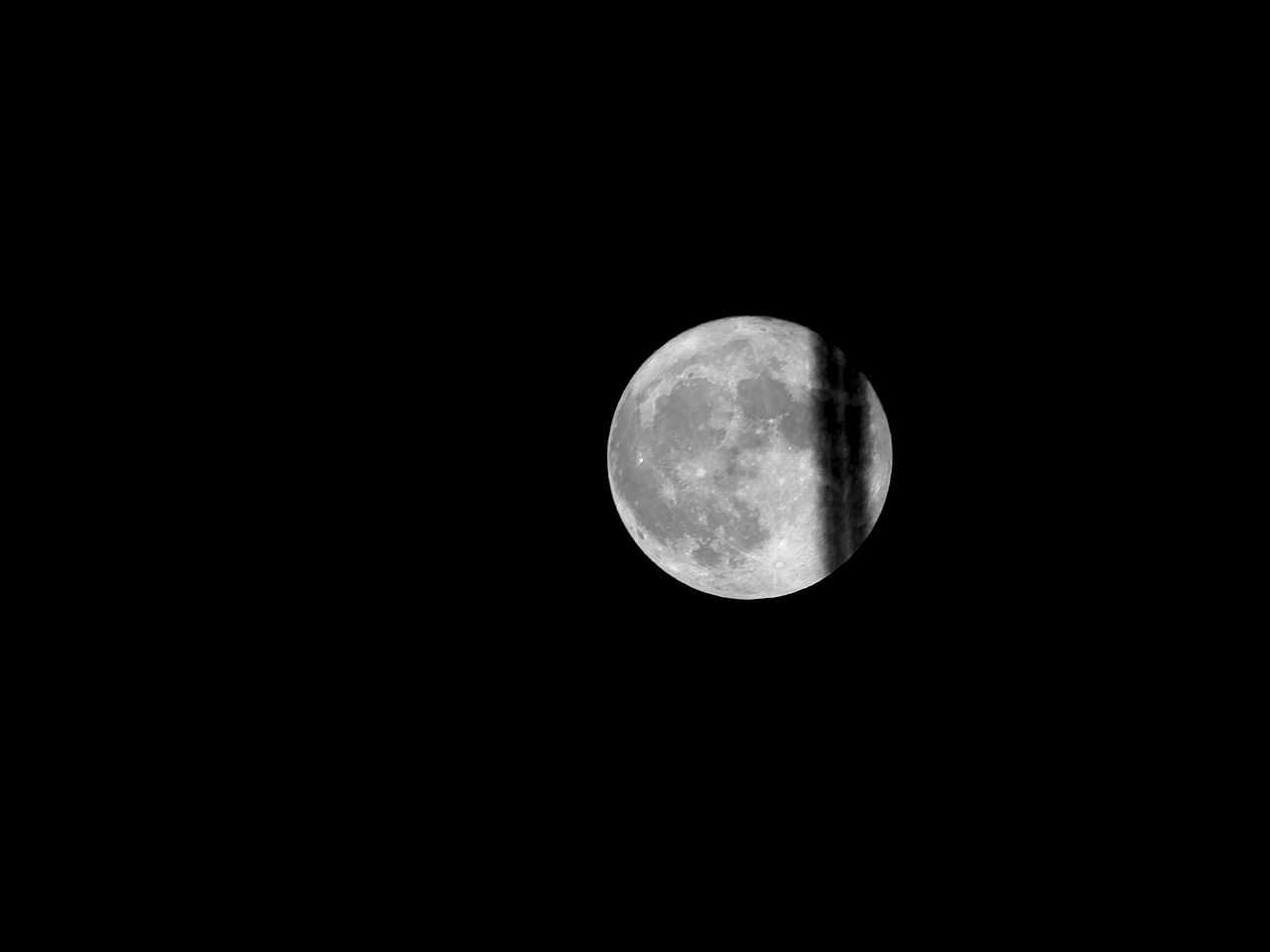
Dunkler, einen Supervollmond verdeckender Kondensstreifen eines Düsenflugzeugs

Fliegt ein Flugzeug dicht über oder unter einer dünnen Wolkendecke, so kann der von ihm bewirkte Abwind die Wolke auflösen.
Der Kondensstreifen kann auch einen Schatten auf eine darunter liegende dünne Wolkenschicht werfen, was ebenfalls zu einem dunklen Streifen führt.
Ferner können Kondensstreifen auch bei Nacht sichtbar werden, wenn sie das Mondlicht absorbieren oder streuen und den Mond dadurch teilweise verdecken.

## Auswirkungen auf das Klima

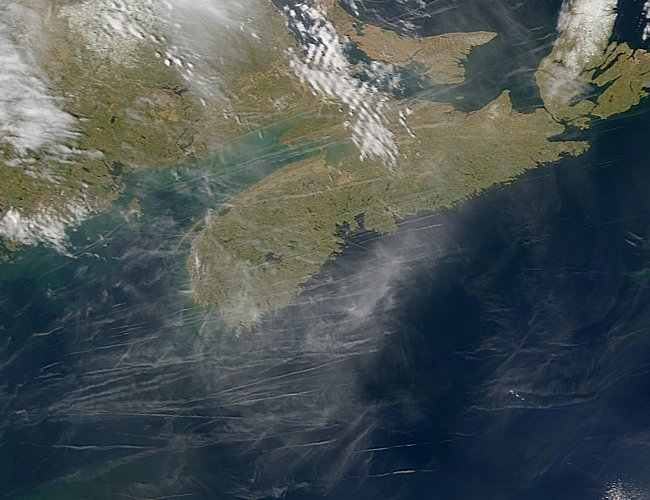
Großflächige Bedeckung des Himmels mit Kondensstreifen über Neuschottland

Der Luftverkehr beeinflusst das Klima durch die Emission von Kohlendioxid und Stickoxiden, die Verbringung von Wasser(dampf) in sonst deutlich trockenere Luftschichten, sowie durch die Bildung von Kondensstreifen. Die anthropogenen Kondensstreifen bedecken einen kleinen Teil des Himmels und reduzieren damit durch Reflexion an ihrer Oberseite tagsüber die Sonneneinstrahlung (kühlender Effekt) und erhöhen so die planetare Albedo (vgl. Wolke).
Andererseits absorbieren Eiskristalle die vom Erdboden kommende Strahlung und re-emittieren weniger energiereiche Strahlung (Treibhauseffekt), was eine Erwärmung nach sich zieht. Es wird daher vermutet, dass das Klima durch die Kondensstreifen des Flugverkehrs beeinflusst wird. Die Stärke dieses Effekts und seine Rolle in Bezug auf die globale Verdunkelung bzw. auch globale Erwärmung sind bisher nur mit großen Unsicherheiten bekannt, es wird jedoch lokal ein Einfluss auf die Globalstrahlung von bis zu 2 W/m² geschätzt.
Linienförmige Kondensstreifen bedecken dabei im Mittel etwa 0,5 % des Himmels über Zentraleuropa, am Tag 0,7 %, knapp 0,3 % nachts. Dabei sind die schwer messbaren Kondensstreifen-Zirren nicht berücksichtigt und es gibt Anzeichen, dass der Bedeckungsgrad aller Kondensstreifen weitaus höher liegt. Eine DLR-Studie fand heraus, dass die Kondensstreifen-Zirren über Zentraleuropa zeitweilig bis zu zehn Prozent des Himmels bedecken können.
Die Aufwärmung der Erdatmosphäre durch Kondensstreifen-Zirren ist mit 31 mW/m2 etwas größer als der Effekt durch das beim Fliegen ausgestoßene CO2. Der Strahlungsantrieb von Kondensstreifen alleine wird durch Kondensstreifen-induzierte Bewölkung sogar um das Neunfache übertroffen. Durch dieses Wissen könnten durch einfache Maßnahmen der Einfluss auf den Klimawandel verringert werden – beispielsweise indem besonders feuchte Gebiete umflogen (wobei der dadurch verbundene Mehrausstoß berücksichtigt werden muss) oder Modifikationen an Treibstoff oder Triebwerk vorgenommen werden, damit der Ausstoß von Ruß und Wasserdampf reduziert werden kann. Im Umkehrschluss bedeutet der Umstand, dass ca. zwei Drittel des Klimaeffektes des Fliegens nicht auf Kohlenstoffdioxid zurückzuführen sind, allerdings auch, dass z. B. selbst eine Umstellung von fossilem Kerosin auf E-Fuels, die mit 100 % erneuerbaren Energien produziert werden, den Klimaeffekt des (Langstrecken)-Luftverkehrs nur um etwa ein Drittel senken kann.
Auch können die sonstigen Aerosolpartikel der Flugzeugabgase noch über Tage und vergleichsweise großräumig die natürliche Wolkenbildung verändern.

## Kondensstreifen von Raketen
Auch bei der Verbrennung von Raketentreibstoffen entstehen im Wesentlichen – je nach Art des Treibstoffs – Wasserdampf und gegebenenfalls auch feste Bestandteile wie Ruß. Die Booster von Feststoffraketen beinhalten vorwiegend Ammoniumperchlorat und Aluminium, woraus dann in allen Höhen sehr dichte Aerosolstreifen aus Salzsäure und Aluminiumoxid entstehen. Kondensstreifen von Raketen zeigen wegen des meist senkrechten Flugverlaufs und der Wirkung des Windes eine starke Abhängigkeit von Windrichtung und Windstärke. Daraus resultiert oft ein zickzackförmiger Verlauf, der nicht mehr der eigentlichen Flugbahn entspricht.

## Kondensstreifen von Schiffen
Auch die Abgase großer Schiffsmotoren können lange, bodennahe Kondensfahnen hinterlassen.

## Kondensation durch Unterdruck

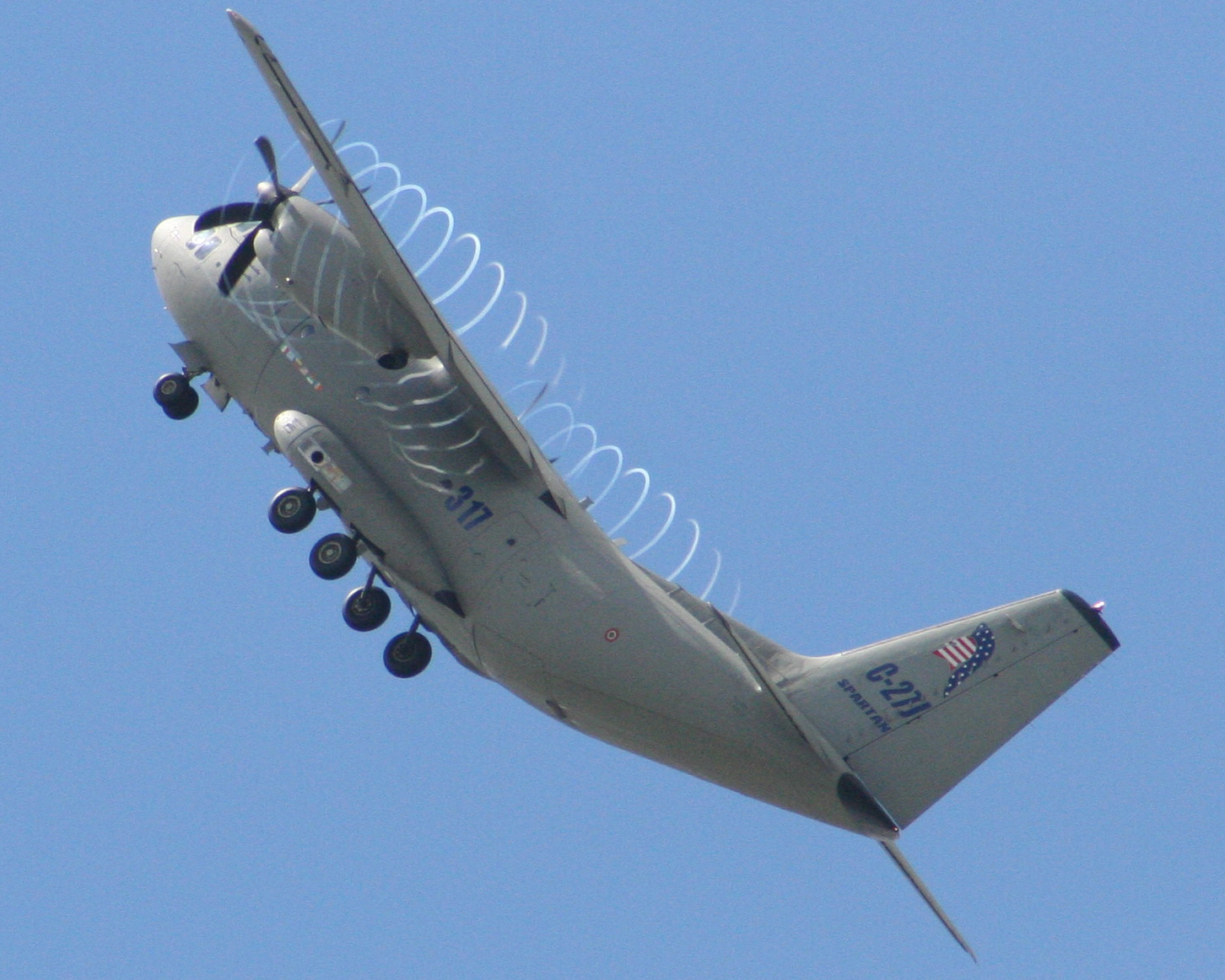
Kondensation in den schraubenförmigen Wirbelschleppen an den Propellerspitzen einer Alenia C-27J „Spartan“ ist hier über anderthalb Umdrehungen sichtbar, insbesondere oberhalb der Tragflächen

In feuchter Luft kann ein starker Druckabfall rasch zu sichtbarer Kondensation führen. Über den Tragflächen von Flugzeugen und hinter der Stoßfront, die von Überschallflugzeugen ausgeht, siehe Wolkenscheibeneffekt, löst sich der Nebel sofort wieder auf. Im Kern von Randwirbeln besteht der Unterdruck jedoch länger, sodass dort längere Kondensstreifen entstehen können.